# Iopamidol
Iopamidol ist ein iodhaltiger Wirkstoff, der in der Medizin als Kontrastmittel eingesetzt wird. Intravenös verabreicht dient er zur Darstellung von Blutgefäßen (Angiografie) bei der Röntgenuntersuchung. Es kam 1977 auf den Markt. Da der Wirkstoff vollständig über die Nieren ausgeschieden wird, eignet er sich auch zur Ausscheidungsurographie und zur Bestimmung der renalen Clearance. Intrathekal verabreicht wird Iopamidol auch für die Myelografie und die Darstellung der Hirnventrikel verwendet.
Die Substanz findet sich in Oberflächengewässern, denn Kläranlagen können den Stoff selbst mit einer vierten Reinigungsstufe, mit Ozon oder Aktivkohle, nicht gut aus dem Abwasser entfernen. (Siehe auch Kontrastmittel.)

## Handelsnamen
Cetegnost, Iopamigita, Iopamiro, Iopamiron, Isovue, Niopam, Scanlux, Solutrast, Unilux